# エジミウソン・パウロ・ダ・シウヴァ
エジミウソン（Edmílson）ことエジミウソン・パウロ・ダ・シウヴァ（ポルトガル語: Edmílson Paulo da Silva、1968年4月14日 - ）は、ブラジルとベルギーの元サッカー選手。ポジションはFW。

## クラブ歴
スポルチ・レシフェで選手となった。1989年にサンパイオ・コヘイアFCに期限付き移籍した後、スポルチに復帰した。
1991年にベルギーのRFCセランに移籍。以降はベルギーのクラブを中心に過ごした。

## 私生活
息子のエジミウソン・ジュニオール、エジベルグ、甥のエリヴェウトンもサッカー選手。